# Branche Artikel Kennis voor Juweliers
Branche Artikel Kennis (BAK) voor Juweliers was een Nederlandse deeltijd-juweliersopleiding onder auspiciën van de brancheorganisatie Federatie Goud en Zilver in samenwerking met 'de Vakschool Schoonhoven'.

## Opleiding
Het was de enige parttime opleiding tot juwelier. Er werd zowel een intensieve avondopleiding (9 maanden) als een schriftelijke opleiding (20 maanden) aangeboden. Tot 2009 werd deze opleiding aangeboden. Alle vakken die vereist zijn voor het beheren van een juweliersbedrijf waren in het curriculum opgenomen. De opleiding heeft volgens de Standaard Onderwijsindeling (SOI 2006) van het Centraal Bureau voor de Statistiek het niveau MBO (secundair onderwijs, tweede fase hoog) code 436415.

## Vakken
De opleiding bestond uit de volgende modules:

### Hoofdvakken
- Vervaardiging van werken van edelmetaal
- Beoordeling reparaties
- Metalen en legeringen
- Edelsteenkunde

### Bijvakken
- Versieringstechniek
- Tekenen
- Toetsen
- Zetten en zetmethoden
- Stijlleer
- Verkoopkunde
- Waarborgwet
- Uurwerktechniek

## Examen
De modules werden geëxamineerd door middel van een mondeling examen dat werd afgenomen door de Federatie Goud en Zilver. Het vak 'toetsen' werd geëxamineerd door middel van een toetsproef. Bij slagen ontving de examenkandidaat het certificaat Branche Artikel Kennis (BAK) voor Juweliers en een cijferlijst van de examencommissie van de Federatie Goud en Zilver. Het examen werd onder verantwoordelijkheid van de Vereniging Exameninstellingen Detailhandel (VEDE) afgenomen en stond onder toezicht van het Ministerie van Economische Zaken.
Prof. Dr. P.C. Zwaan FGA was jarenlang voorzitter van de Examencommissie. 